# Klin (Tatry Zachodnie)
Klin (słow. Malý Baranec) – szczyt o wysokości 2044 m n.p.m. w słowackich Tatrach Zachodnich w grani Barańców. Znajduje się w tej grani pomiędzy szczytem Szczerbawy (2149 m) a Małym Barańcem (1947 m), oddzielony od nich płytkimi i rozległymi przełęczami. Jego wschodnie zbocza opadają do Doliny Jamnickiej, a zachodnie do wąskiej Doliny Tarnowieckiej. Od wierzchołka Klina do dolin tych odchodzą dwie grzędy; krótsza do Doliny Tarnowieckiej i dłuższa do Doliny Jamnickiej. Ta ostatnia oddziela od siebie dwa żleby: Masłowy Żleb i Rzepowy Żleb. Klin ma piramidalną sylwetkę, grań i zbocza trawiaste na znacznej przestrzeni. Jedynie od wschodniej strony rejon szczytu jest nieco skalisty. Wznosi się wysoko ponad dnami dolin (prawie 1000 m ponad dnem Doliny Jamnickiej). Dawniej stoki były wypasane. Po zaprzestaniu wypasu zaczęły porastać kosodrzewiną. Ładne widoki na grań Rosochy, Otargańce, grań Bystrej, Dolinę Tarnowiecką i Liptów.
Klin w języku słowackim ma nazwę Malý Baranec. Nie należy mylić tej nazwy z sąsiednim Małym Barańcem, którego słowacka nazwa to Mládky.

## Szlaki turystyczne
– zielony: autokemping „Raczkowa” – Klinowate – Mały Baraniec – Baraniec. Czas przejścia: 4 h, ↓ 3 h.